# Seznam lodí Spojené Země
Hvězdné lodě Spojené Země jsou fiktivní kosmické lodě vystupující ve světě Star Treku. Jsou stavěny, udržovány a provozovány humanitární a mírovou organizací zvanou Hvězdná flotila. Počítají se mezi ně nejen plavidla vyrobená mezi roky 2150 - 2161, kdy oficiálně existovala federace Spojená Země, ale také lodě vyrobené po roce 2063, kdy byl uskutečněn první kontakt s Vulkánci. 
Hlavním úkolem lodí byla obrana prostoru a výzkum vesmíru, velením a obsluhou bylo pověřeno velitelství Hvězdné flotily, nicméně některé funkce zastávali také členové diplomatického sboru (epizody Setkání u Broken Bow a Terra I).
Na jedné této lodi, Enterprise (NX-01), se odehrává seriál Star Trek: Enterprise.

## Rozdělení
Lodě se odlišují nejen názvem, ale i zařazením do různých tříd, vyjadřujících jejich konstrukci a vybavení. Druh lodě je identifikován číselným označením. 

### Typ DY
Plavidla převážně z první poloviny 22. století v mnoha variantách od podtřídy DY-245 po DY-500 až DY-1200. Předchůdce, typ DY-100, se používal již v 20. století (epizoda Vesmírné sémě). 

### Typ Emmette
Předchůdce třídy NX používal raketový pohon. V zrcadlovém vesmíru byly lodě této třídy použity k útoku na Lunární kolonie (epizody V zemi za zrcadlem (1. část) a V zemi za zrcadlem (2. část)).

### Typ NX
Vzešla z „projektu NX“, jehož cílem bylo vytvoření plavidla pro průzkum vesmíru. Výzkum začal roku 2119, první loď Enterprise NX-01 byla vypuštěna v roce 2151. Byla vybavena transportním systémem, ochranu tvořil polarizovaný pancíř a warp pohon byl schopný dosáhnout faktoru 5. Známé lodě: 
- NX-Alpha - první prototyp, byl zničen v roce 2143 během pokusu o překonání warp 2.
- NX-Beta - druhý prototyp, který úspěšně dosáhl warpu 2.5.
- NX-Delta - prototyp číslo 3, v roce 2144 překonal warp 3.
- NX-01 Enterprise
- NX-02 Columbia - kvůli hrozbě ze strany Xindů byla vypuštěna v polovině roku 2154.
- NX-03 a NX-04 - NX 03 CHallenger a NX 04 Discovery postaveny, účastnily se války s romulany
- NX-09 ISS Avenger - loď Hvězdné flotily ze zrcadlového vesmíru, zničena lodí USS Defiant v epizodě V zemi za zrcadlem (1. část).

### Typ Intrepid
Pozor, neplést s třídou Intrepid z 24. století.
Nástupce třídy NX v polovině 22. století měl podobné rozměry. Talířová sekce byla kratší, gondoly warp pohonu delší a výše posazené. Přibyl také druhý odpalovač torpéd a phaserové kanóny, předchůdci modernějších phaserů. První loď postavena v roce 2153.

### Typ NAR-18834
Loď z první poloviny 22. století, zástupci SS Vigo a SS Seattle pod vedením kapitánky Wendy Neussové (epizoda Dodejte nám čerstvou krev).

### Typ Sarajevo
Velikostí zhruba stejné lodě jako třída NX vybavené warp pohonem, ale jejich tvar připomíná A-Wing ze světa Star Wars.

### Další významné lodě
- Phoenix - první loď v historii Země, která roku 2063 dosáhla rychlosti warpu (film Star Trek: První kontakt).
- SS Conestoga - první kolonizační loď Země vyslaná v roce 2069 k osídlení planety třídy M později známé jako Terra Nova (epizoda Terra Nova).